# Stepney
Pour les articles homonymes, voir Stepney (homonymie).
Stepney est un quartier de Londres localisé dans le district de Tower Hamlets.

## Personnalités
- Anna Trapnell, prophétesse britannique née en 1630.
- Jeffrey Sterling, homme d'affaires britannique et pair, y est né en 1934.
- David Gold, homme d'affaires, y est né en 1936 et décédé en 2023.
- Matthew Garber, acteur, y est né en 1956.
- John Moncur, footballeur, y est né en 1966.
- Nicola Walker, actrice, y est née en 1970.
- Ashley Cole, footballeur, y est né en 1980.
- Terence Stamp, acteur, y est né en 1938.